# Gomméville
Gomméville est une commune française située dans le département de la Côte-d'Or, en région Bourgogne-Franche-Comté.
Elle fait partie de la communauté de communes du pays châtillonnais.

## Géographie

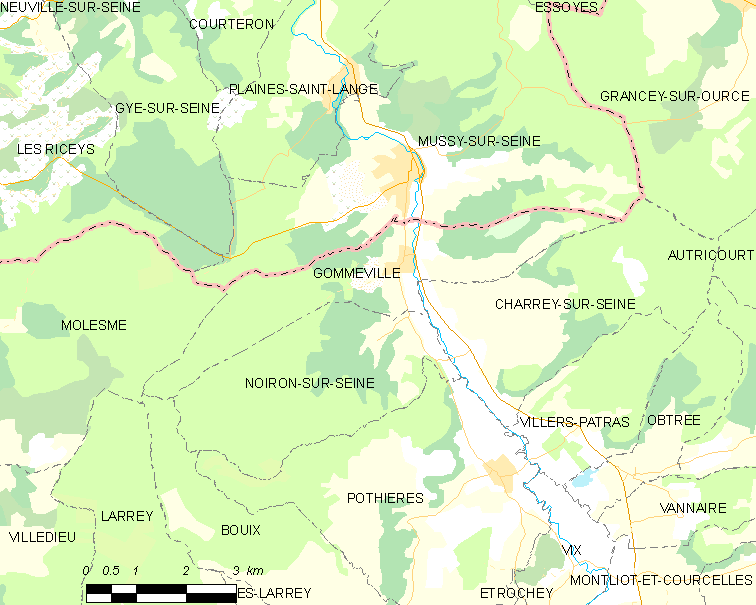

Gomméville est situé à 15 km au nord de Châtillon-sur-Seine, chef-lieu de canton du nord du département de la Côte-d'Or. Gomméville est à la frontière des départements de la Côte-d'Or et de l'Aube, et de deux régions la Bourgogne et la Champagne. Le village est bordé en bord de Seine par des pâtures puis, plus haut sur les coteaux calcaires, par des cultures céréalières jusqu'à atteindre des massifs boisés principalement constitués de feuillus parsemés des vignes et des vergers.

### Accessibilité
Gomméville est située sur la D 971, ancienne RN 71 reliant Troyes (à 50 km) à Dijon (à 100 km). Les deux villages les plus proches de Gomméville sont Mussy-sur-Seine, au nord, dans l'Aube (1 km) et Charrey-sur-Seine (2 km), au sud, dans la Côte-d'Or. La deuxième ville la plus proche après Châtillon-sur-Seine est Bar-sur-Seine, située à 20 km au nord, dans l'Aube.

### Hydrologie
Gomméville est traversée par la Seine qui coule en direction de Troyes.
Le fleuve reçoit en rive gauche en amont du village la Noue-Rot descendue du plateau couvert par la forêt communale, après un détour par Noiron-sur-Seine, et en rive gauche en aval le ruisseau intermittent du Val Dîme, venu de l'autre plateau forestier qui touche la commune à l'ouest et qui porte la forêt domaniale de Vauxoué.
Un grand déversoir alimentant un bief a été construit pour apporter l'eau au moulin.

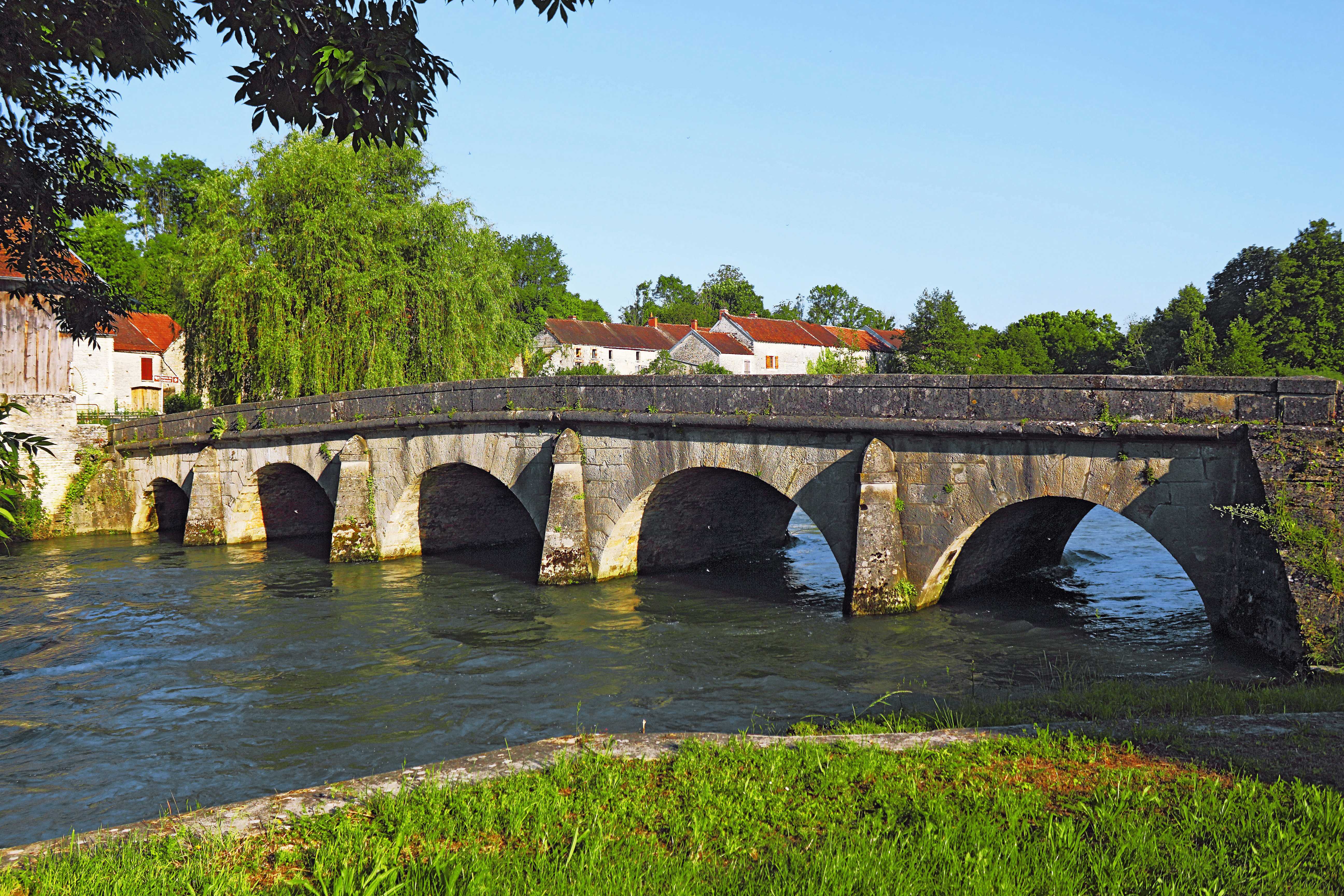
Pont à cinq arches sur la Seine.
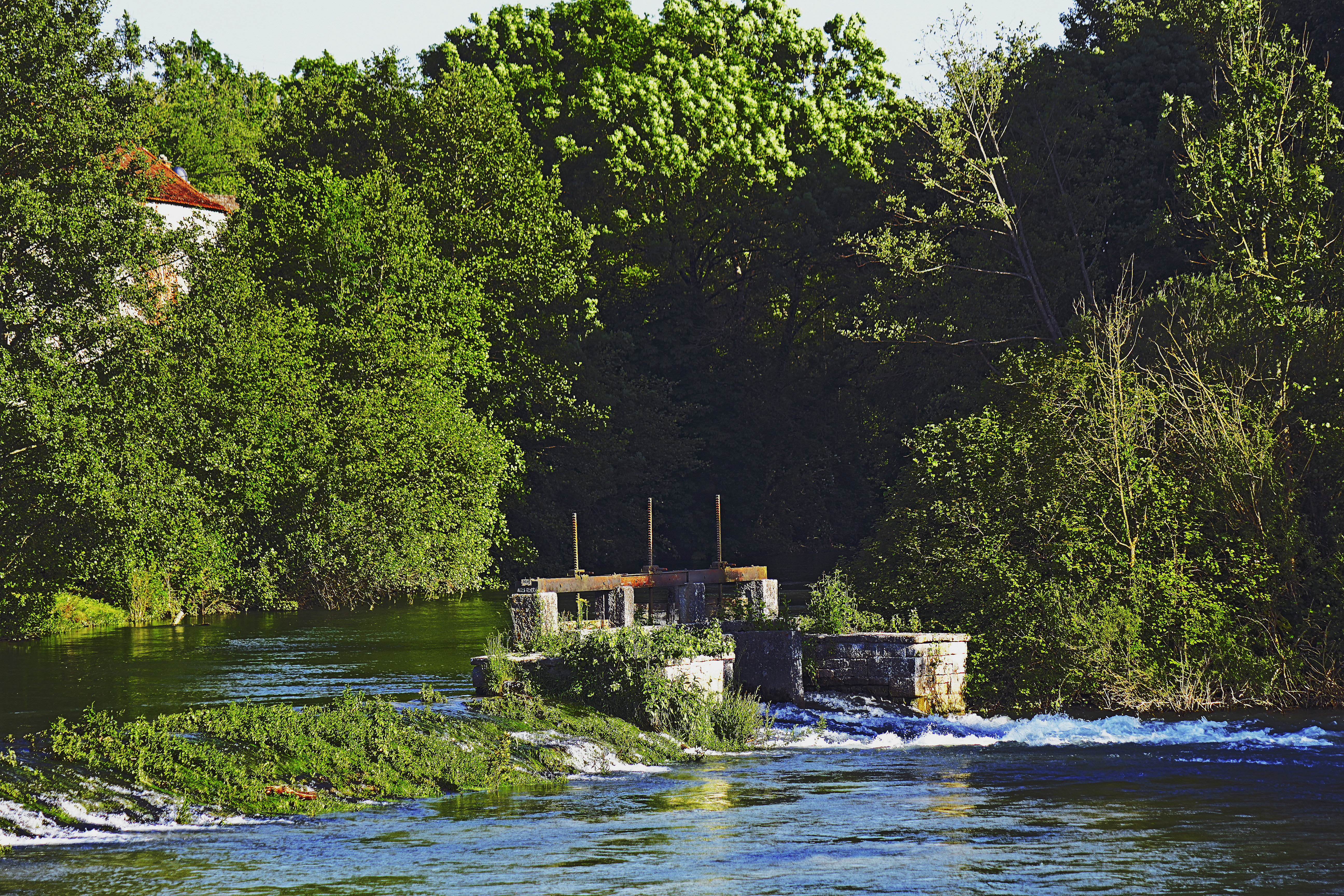
Vanne du déversoir.
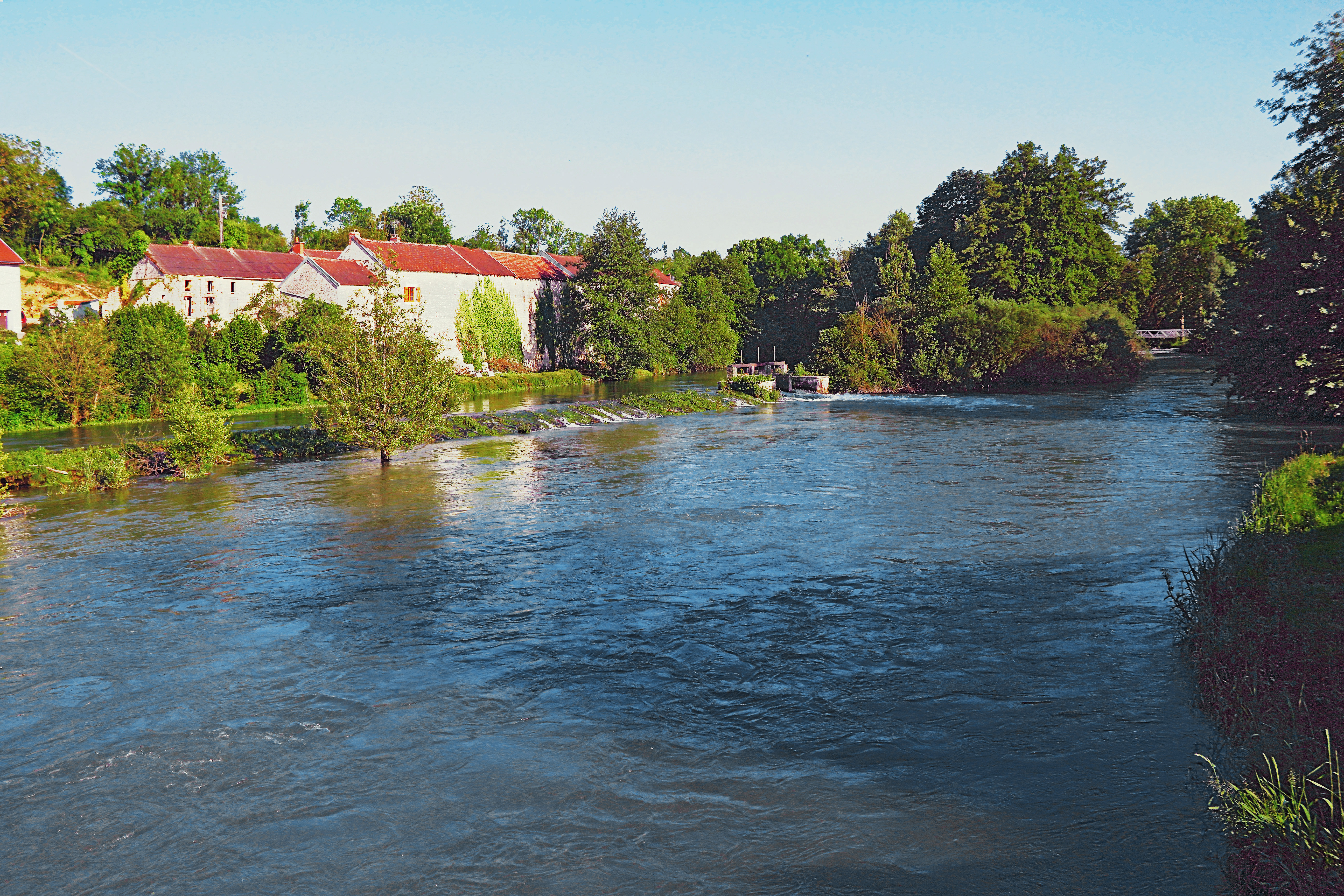
Seine et bief du moulin au fond.
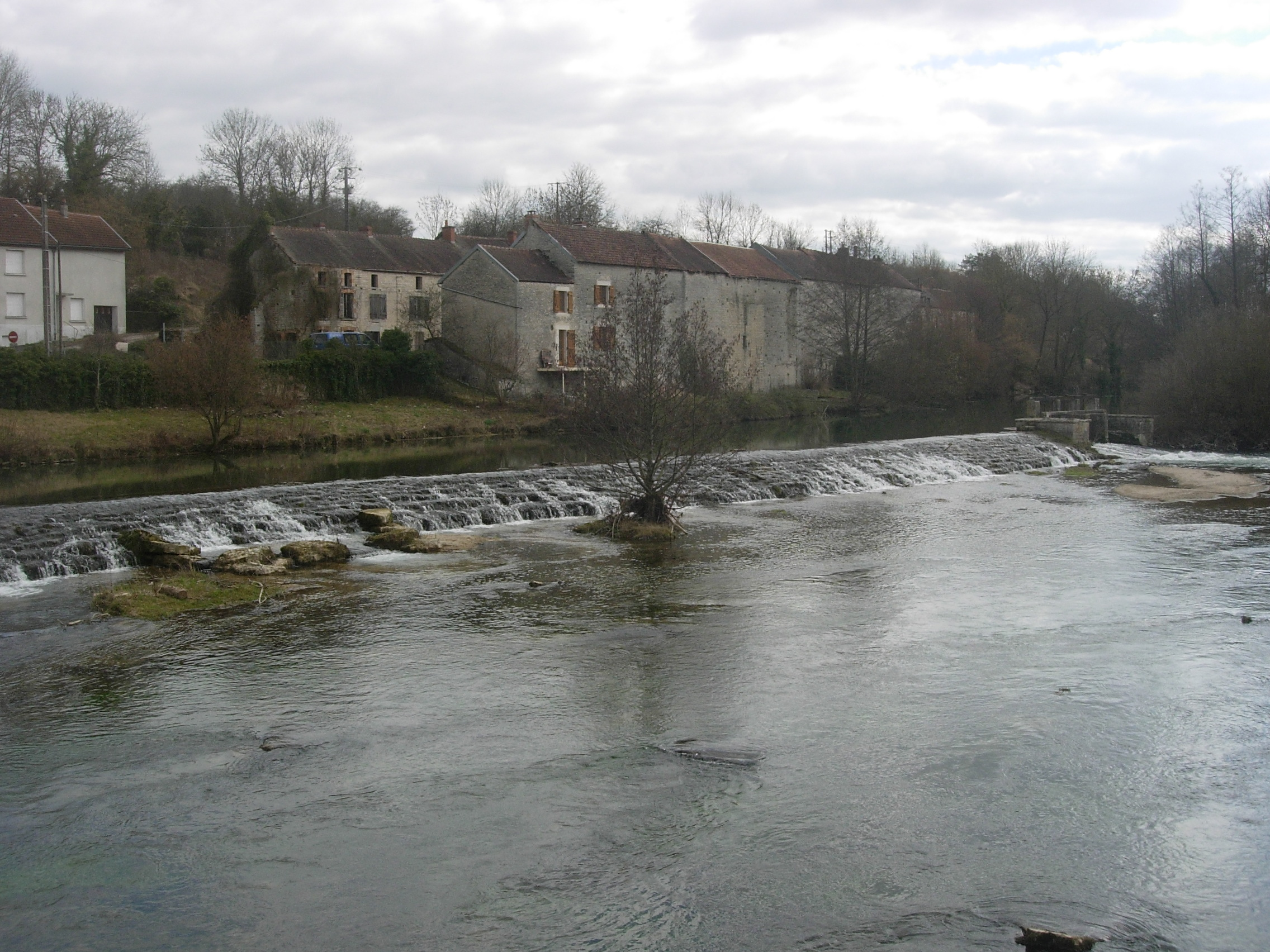
Le déversoir en hiver.

### Climat
Pour des articles plus généraux, voir Climat de la Bourgogne-Franche-Comté et Climat de la Côte-d'Or.
En 2010, le climat de la commune est de type climat océanique dégradé des plaines du Centre et du Nord, selon une étude du Centre national de la recherche scientifique s'appuyant sur une série de données couvrant la période 1971-2000. En 2020, Météo-France publie une typologie des climats de la France métropolitaine dans laquelle la commune est exposée à un climat océanique altéré et est dans la région climatique  Lorraine, plateau de Langres, Morvan, caractérisée par un hiver rude (1,5 °C), des vents modérés et des brouillards fréquents en automne et hiver. 
Pour la période 1971-2000, la température annuelle moyenne est de 10,1 °C, avec une amplitude thermique annuelle de 15,7 °C. Le cumul annuel moyen de précipitations est de 838 mm, avec 12,1 jours de précipitations en janvier et 8,2 jours en juillet. Pour la période 1991-2020, la température moyenne annuelle observée sur la station météorologique de Météo-France la plus proche, « Châtillon/Seine », sur la commune de Châtillon-sur-Seine à 13 km à vol d'oiseau, est de 10,8 °C et le cumul annuel moyen de précipitations est de 832,8 mm,. Pour l'avenir, les paramètres climatiques de la commune estimés pour 2050 selon différents scénarios d'émission de gaz à effet de serre sont consultables sur un site dédié publié par Météo-France en novembre 2022.

## Urbanisme

### Typologie
Au 1er janvier 2024, Gomméville est catégorisée commune rurale à habitat dispersé, selon la nouvelle grille communale de densité à 7 niveaux définie par l'Insee en 2022.
Elle est située hors unité urbaine. Par ailleurs la commune fait partie de l'aire d'attraction de Châtillon-sur-Seine, dont elle est une commune de la couronne,. Cette aire, qui regroupe 60 communes, est catégorisée dans les aires de moins de 50 000 habitants,.

### Occupation des sols
L'occupation des sols de la commune, telle qu'elle ressort de la base de données européenne d’occupation biophysique des sols Corine Land Cover (CLC), est marquée par l'importance des forêts et milieux semi-naturels (65,4 % en 2018), une proportion identique à celle de 1990 (65,4 %). La répartition détaillée en 2018 est la suivante : forêts (62,9 %), terres arables (23,6 %), zones agricoles hétérogènes (5,2 %), prairies (3,3 %), zones urbanisées (2,5 %), milieux à végétation arbustive et/ou herbacée (2,4 %). L'évolution de l’occupation des sols de la commune et de ses infrastructures peut être observée sur les différentes représentations cartographiques du territoire : la carte de Cassini (XVIIIe siècle), la carte d'état-major (1820-1866) et les cartes ou photos aériennes de l'IGN pour la période actuelle (1950 à aujourd'hui).

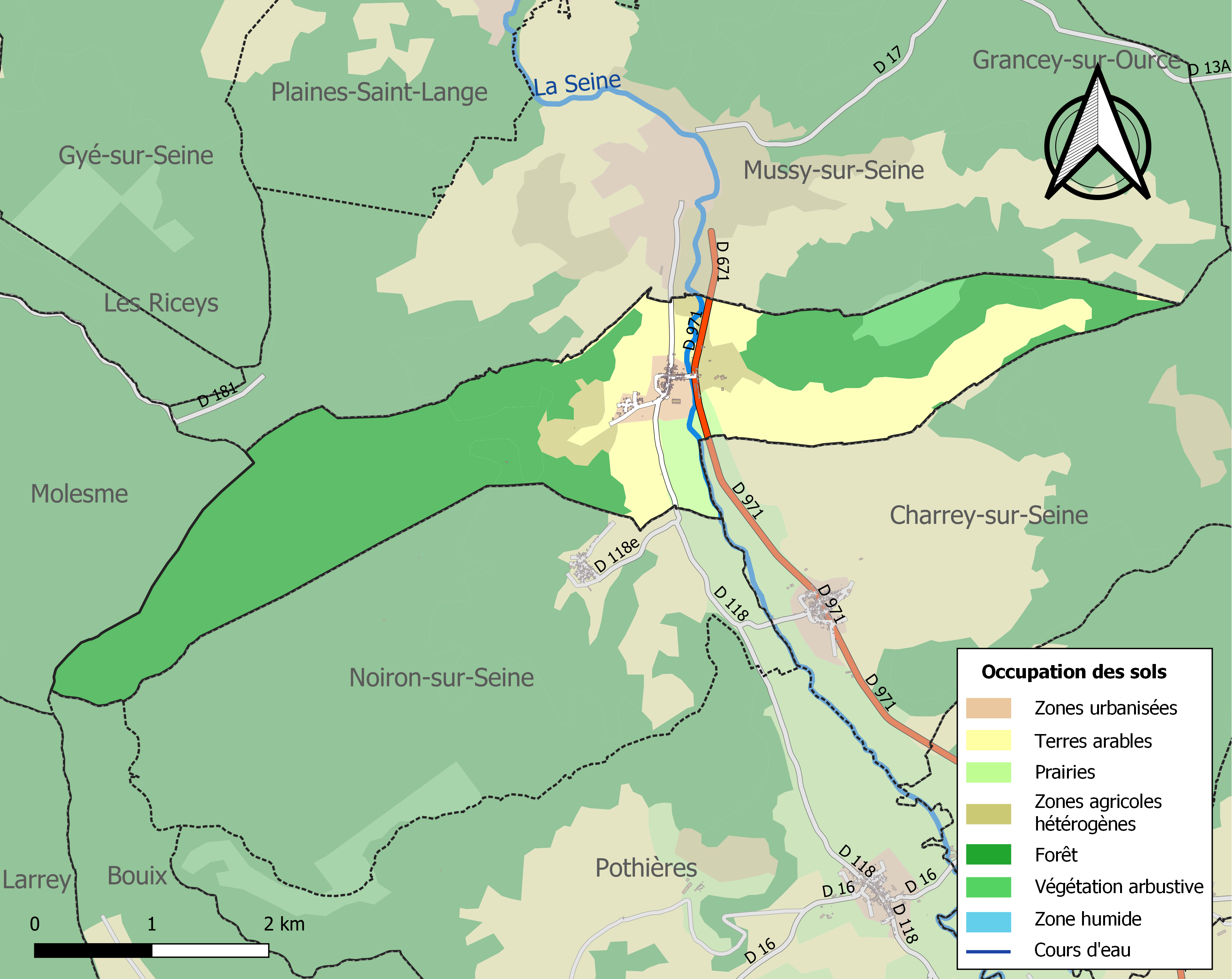
Carte des infrastructures et de l'occupation des sols de la commune en 2018 (CLC).

## Toponymie
La trace manuscrite la plus ancienne qui mentionne le village est une pancarte de l'évêque de Langres datant de 1198. Ensuite, on trouve Gummevilla et Gummuvilla en 1209. Il s'agit d'un toponyme d'époque mérovingienne ou carolingienne en -ville, au sens ancien de « domaine rural » (d'où le dérivé vilain, au sens de paysan médiéval). Le terme est issu du latin villa rustica.
Le premier élément, comme c'est généralement le cas pour ce type toponymique, s'analyse comme un nom de personne. Il s'agit probablement du nom de personne d'origine germanique Gumulf, basé sur les éléments gum-, homme et ulf, loup,. Cependant, si la 1re forme de 1209 est juste, on peut également avoir recours à l'anthroponyme germanique Gommo ou Guma, reconnu dans Gommegnies (de Gummeneis 1146), suivi du double suffixe -in-iacas.

## Histoire

### Antiquité
Une ciste à cordons datée du VIe siècle av. J.-C. découverte avant 1870 et deux tumulus fouillés au début des années 1880 attestent d'une occupation celtique.
En 1881 une petite cave gallo-romaine est découverte lors des fouilles entreprises pour la construction de la voie ferrée. En 1932 un trésor de 5000 petits bronzes du IIIe siècle est découvert à la combe Martinot puis un lot de monnaies gallo-romaines au sud-est du village en 1938.

### Moyen Âge
Du XIe au XVe siècle, Gomméville dépend territorialement des comtés de Bar-sur-Seine et de Tonnerre.

### Époque moderne

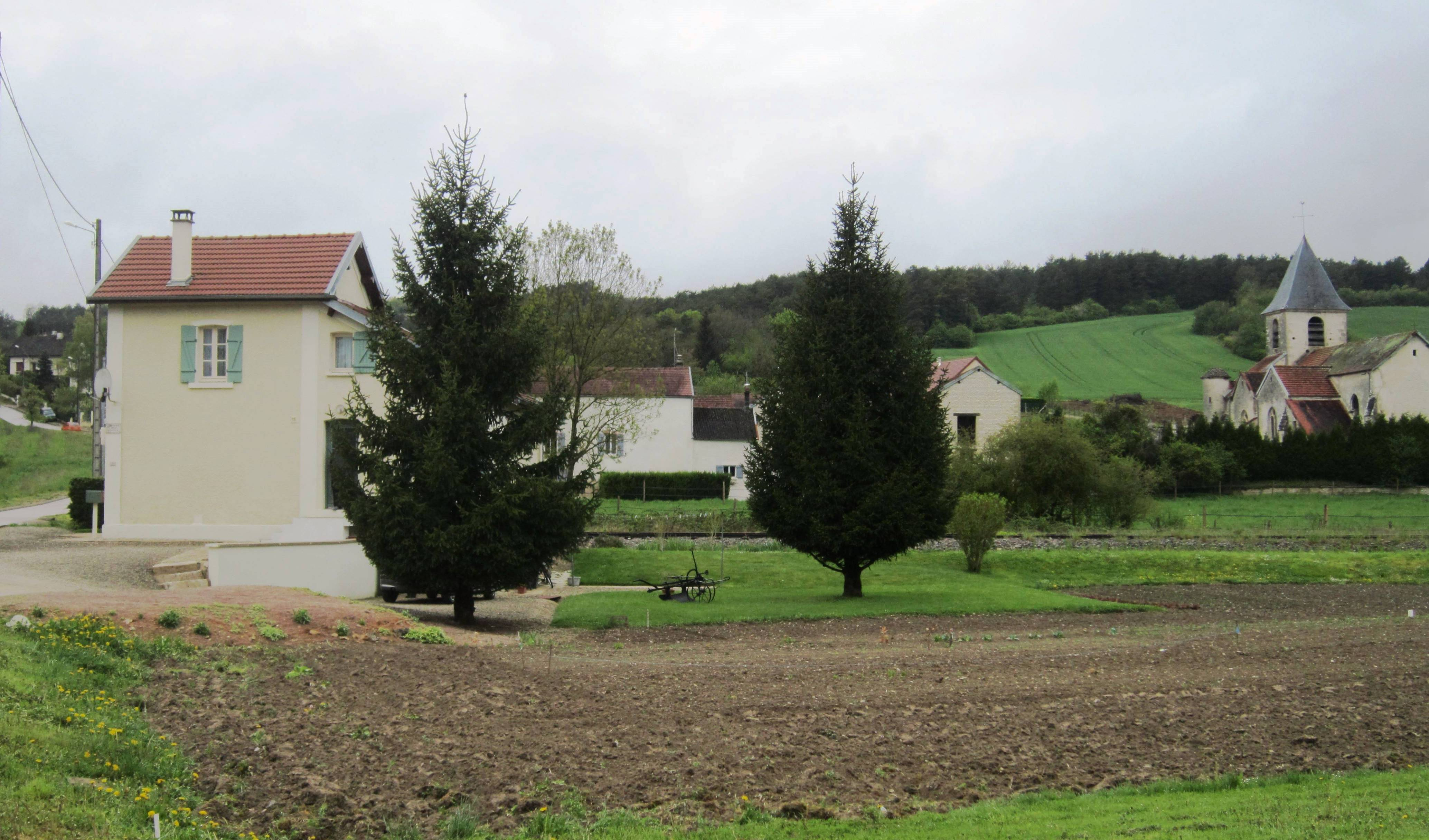
Le haut du village (anc. Gomméville-le-Petit).

Du XVe au XVIe siècle, Gomméville souffre de la guerre de Cent Ans et de la guerre de la Ligue. À cette époque Gomméville dépend du bailliage de Sens. Construction à la fin du XVIe siècle d'importantes fortifications. Aujourd'hui totalement disparues, il ne reste qu'un fossé tout autour de l'ancien village Gomméville-le-Grand.
Jusqu'au XVIe siècle au moins, il y a deux villages, réunis sous un seul vocable aujourd'hui, Gomméville. Gomméville-le-Grand, qui correspond à la partie située autour de la Seine et positionnée avant l'église, et Gomméville-le-Petit correspondant aux lotissements actuels, partie située après l'église, en lisière de la forêt. Les deux villages réunis totalisent 141 feux en 1571. Philippe le Hardi, Charles VI, Charles IX, Louis XIII et Louis XIV passent par Gomméville étant donné la position du village sur l'axe Troyes-Dijon.
Jusqu'à la Révolution française, Gomméville est lié aux villages de Pothières et de Mussy-sur-Seine (Aube). L'abbaye de Pothières a des possessions à Gomméville et un vicaire, chanoine de Mussy, dessert l'église de Gomméville jusqu'à la fin de l'Ancien Régime. Les abbayes de Clairvaux et d'Auberive ont également des possessions à Gomméville. Durant les troubles de la Révolution, les habitants se montrent fidèles au clergé et au roi.
Durant les guerres napoléoniennes et la guerre de 1870 les habitants de Gomméville subissent l'occupation limitée de l'ennemi bien que des réquisitions élevées touchent les habitants.

### Temps présent
À la fin la Seconde Guerre mondiale, à la suite d'une altercation ayant eu lieu entre des résistants et des soldats allemands, Gomméville faillit être détruit par l'armée allemande en représailles. Partant de Châtillon-sur-Seine et se dirigeant vers Gomméville, les Allemands s'arrêtèrent à Montliot et mirent au courant quelques habitants. L'un d'entre eux appela du café de Montliot, la gare de Bar-sur-Seine, ville dans laquelle l'armée américaine avait stoppé sa progression. Un petit détachement américain (trois véhicules) se rendit jusqu'à Gomméville et mit en déroute les Allemands qui s'apprêtaient à encercler le village.
Gomméville a été, et a continué à être jusqu'à la fin du XIXe siècle, un village essentiellement composé d'agriculteurs, de vignerons et d'artisans. Au début du XXe siècle, un grand nombre d'habitants deviennent des ouvriers et s'en vont travailler à Mussy-sur-Seine, petit bourg industriel aubois alors en plein essor et ce jusqu'à la fin des Trente Glorieuses.

## Lieux, monuments et pôles d'intérêt
En 2018, la commune compte 1 monument inscrit aux monuments historiques, 15 monuments ou édifices répertoriés à l'inventaire général du patrimoine culturel, 1 élément classé à l'inventaire des objets historiques et 55 objets répertoriés à l'Inventaire général du patrimoine culturel.

### Patrimoine religieux

#### Église Saint-Antoine de Gomméville
Église Saint-Antoine le Grand, inscrit aux monuments historiques.

##### Construction
- Église édifiée au milieu du XVIe siècle, en partie financée avant 1551, par Claude de Longwy de Givry, évêque de Langres de 1530 à 1561.
- La construction, de style champenois, s'est achevée en 1573.
- Église qui desservait originellement Gomméville-le-Grand et Gomméville-le-Petit où elle était construite : la disparition de Gomméville-le-Petit laissa l'église isolée.
- De 1218 à 1790 : église desservie par un vicaire, membre des chanoines de Mussy-sur-Seine.

##### Travaux
- Reconstruction du clocher du 15 juillet 1782 au 24 avril 1785.
- Reconstruction de la sacristie achevée le 15 août 1785.
- Reconstruction de la première travée des bas-côtés vers 1803.
- Reconstruction du clocher en 1887.
- L'église et la croix du cimetière érigé en 1779 ont été inscrites aux monuments historiques par arrêté du 12 septembre 1991[26].

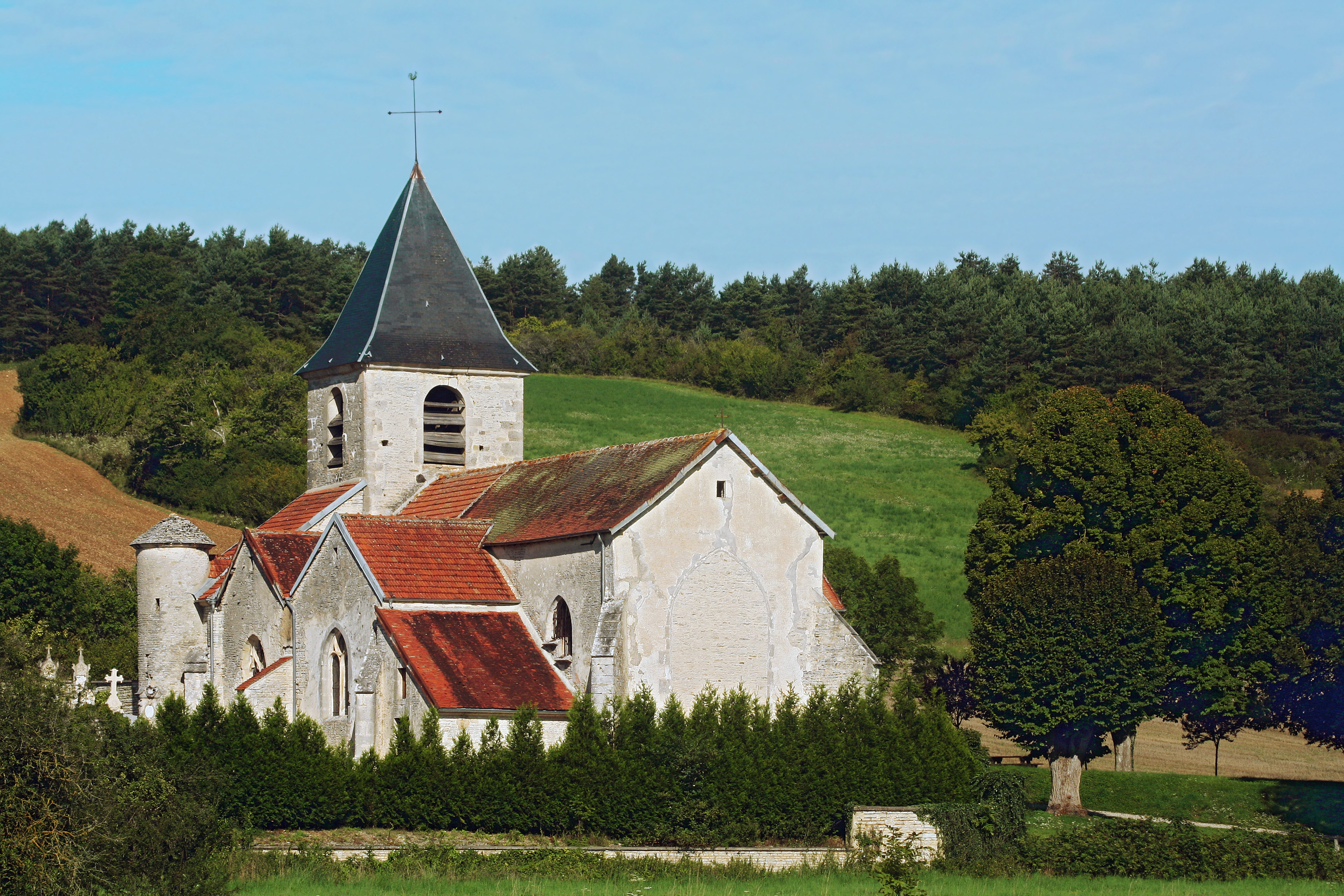
L'église au pied du versant.
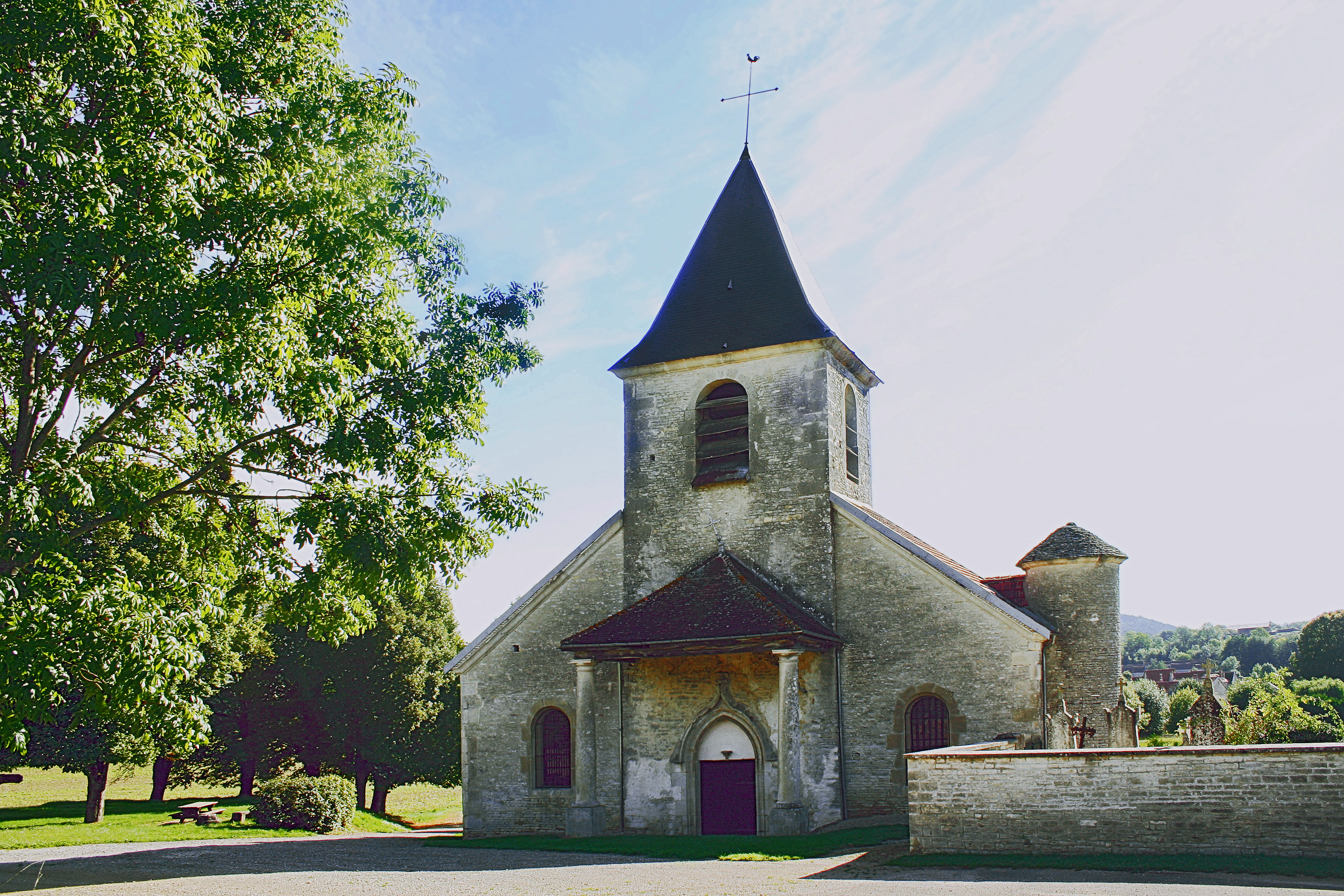
Façade et entrée hors enclos.
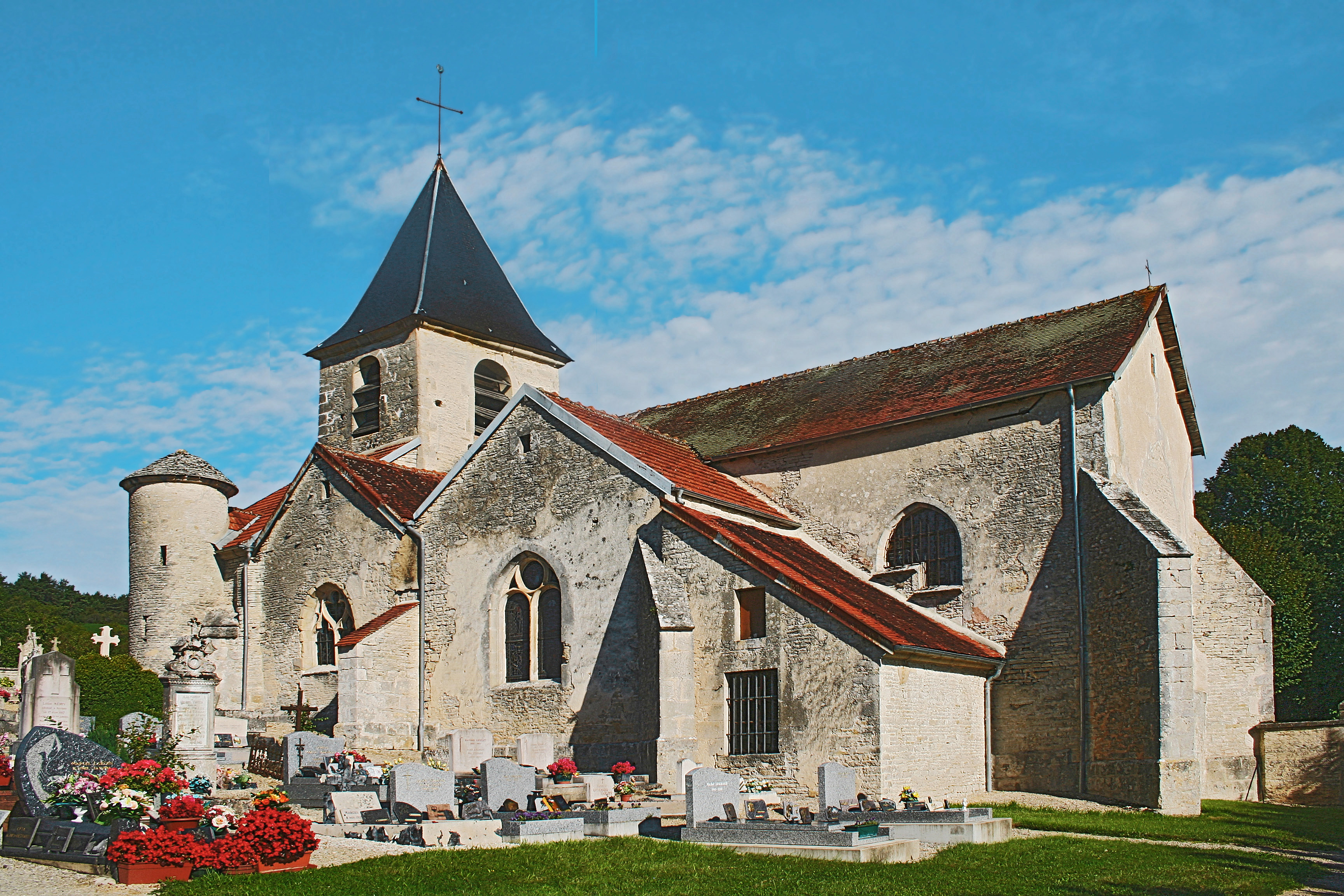
Côté sud et abside depuis l'enclos.
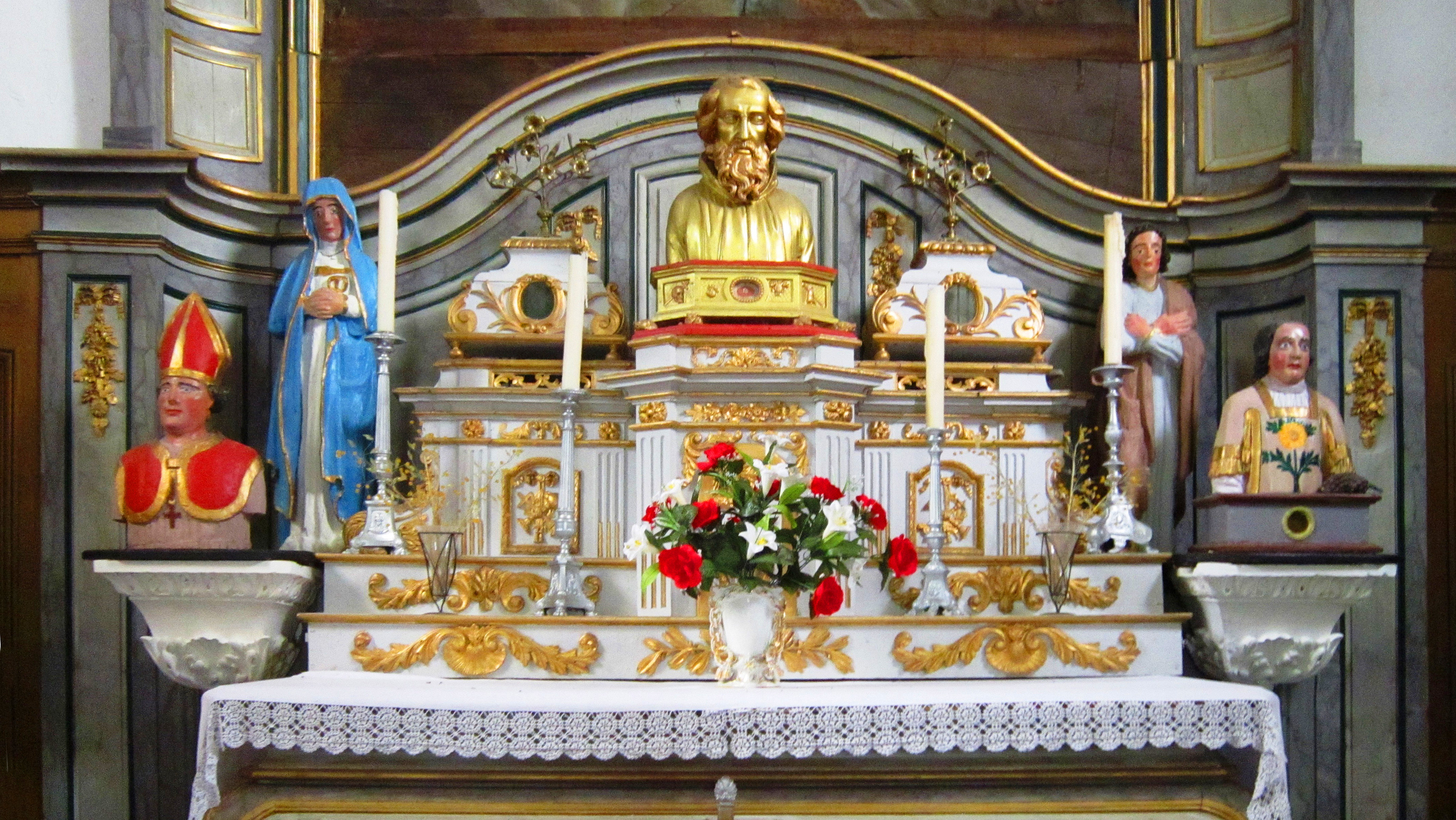
Maître-autel restauré.

#### Chapelle Saint-Hubert
La chapelle Saint-Hubert située rue du Caron porte la date de sa reconstruction par les habitants de Gomméville, 1786, gravée sur le linteau de la porte. La première pierre aurait été posée par le prieur de l'abbaye de Pothières, dom Barthélémy Rondot. Cette chapelle a été fondée en 1728 par Charles Perreau Perraut, vigneron et sa femme Catherine Profillet. Elle renferme un groupe en bois polychrome représentant saint Hubert et un cerf et une représentation de saint Claude enfant en bois polychrome doré.
- Plusieurs croix sur la commune, cinq croix de chemin et celle du cimetière sont répertoriées à l'inventaire général du patrimoine culturel. Une croix de Chemin datée de 1890 porte l'inscription « érigée par Minette Jean BT Justine Bourgin et leur fille Marie »[26], le piédestal de la croix du cimetière est gravée de l'inscription "CETTE CROIX A ETE ERIGEE A LA DEVOTION DE JEAN PERROT MUNIER DE CE LIEU ET D'ANE CATHERINE BOURGIN SON EPOUSE"[27]. Celle de l'ancien chemin de Gomméville à Noiron-sur-Seine est datée de 1855 et celle de la rue du Pâtis de 1866.
- La cure, rue de la Broche a été construite en 1790 pour accueillir le curé de la paroisse.

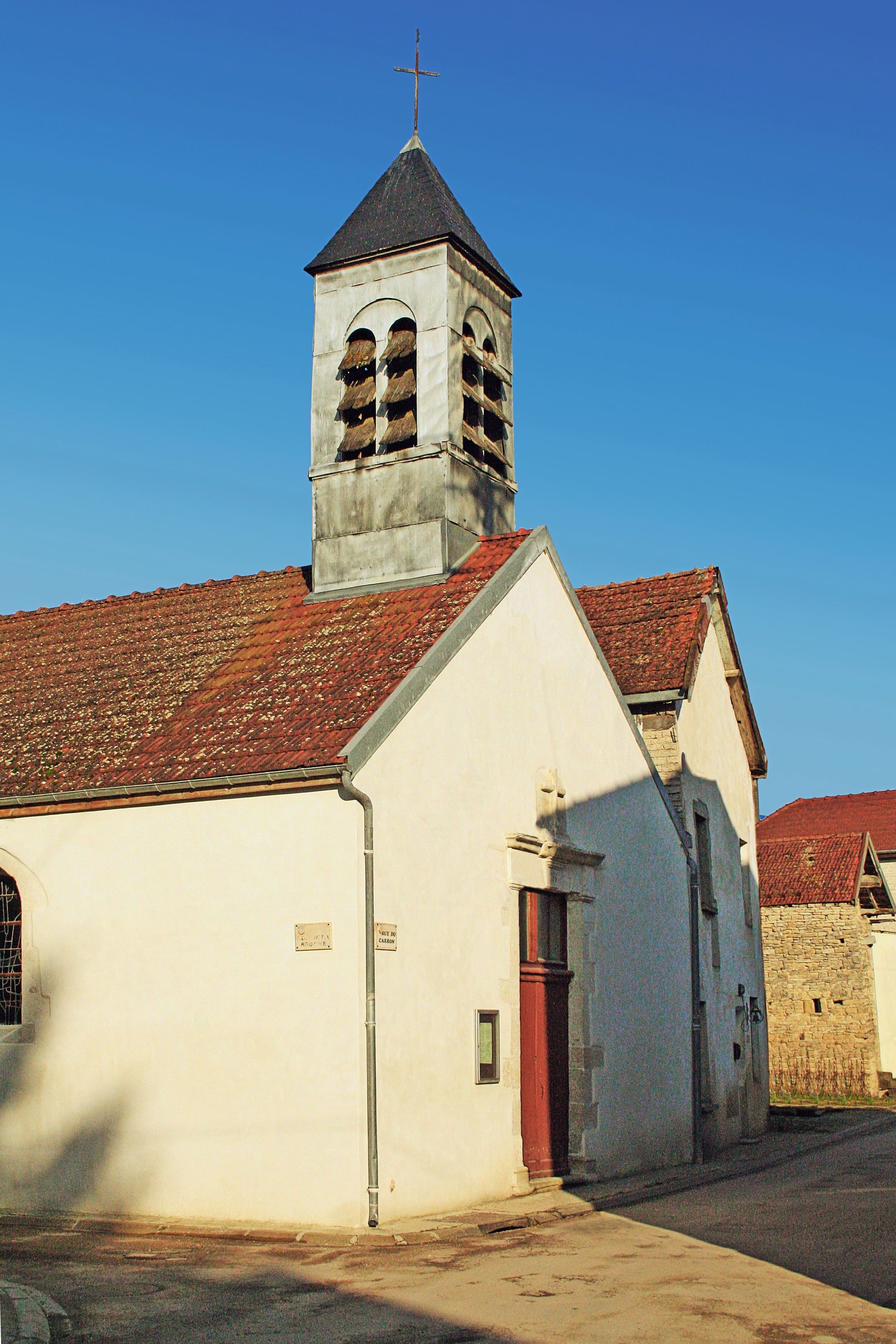
Chapelle Saint-Hubert.
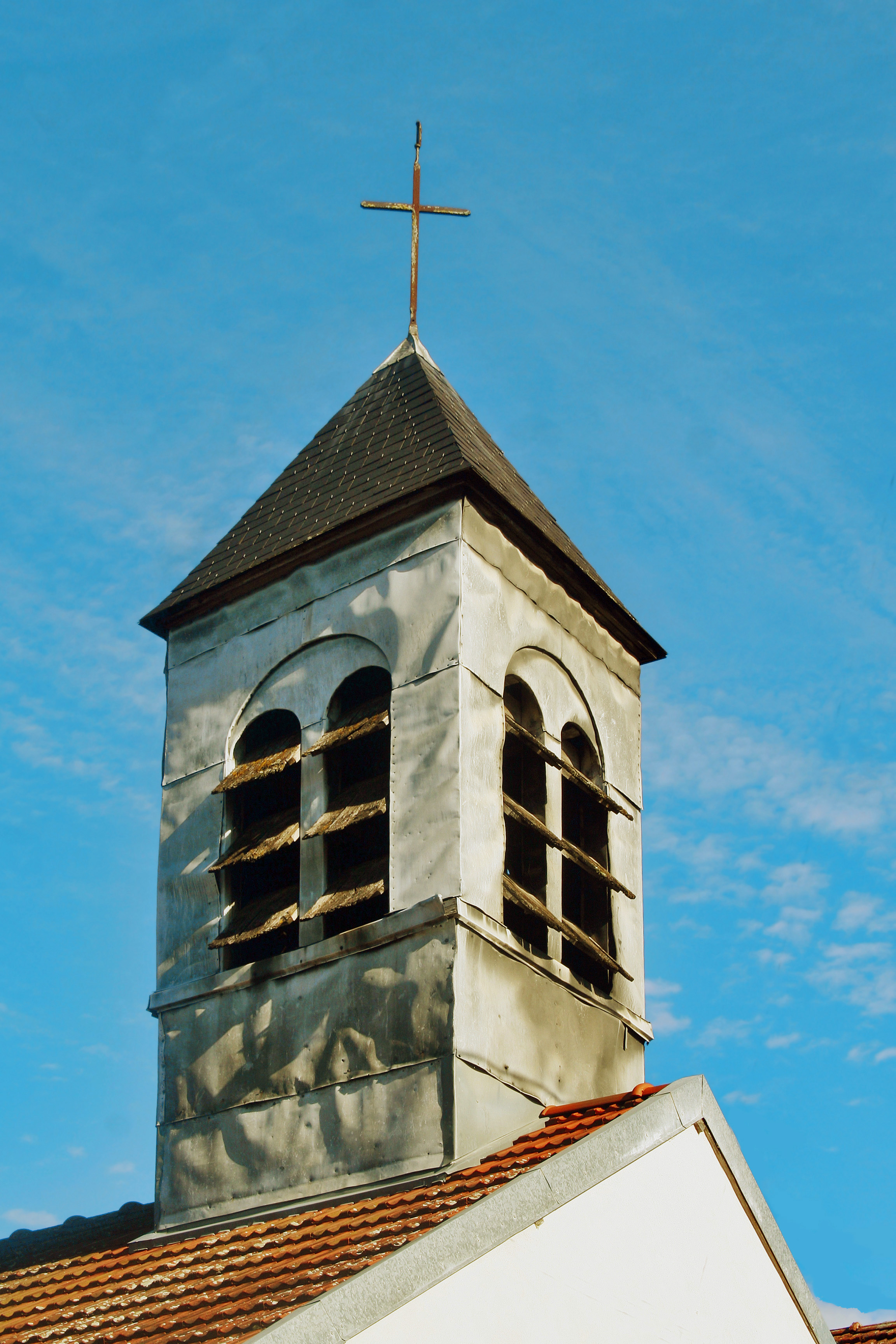
Clocheton.
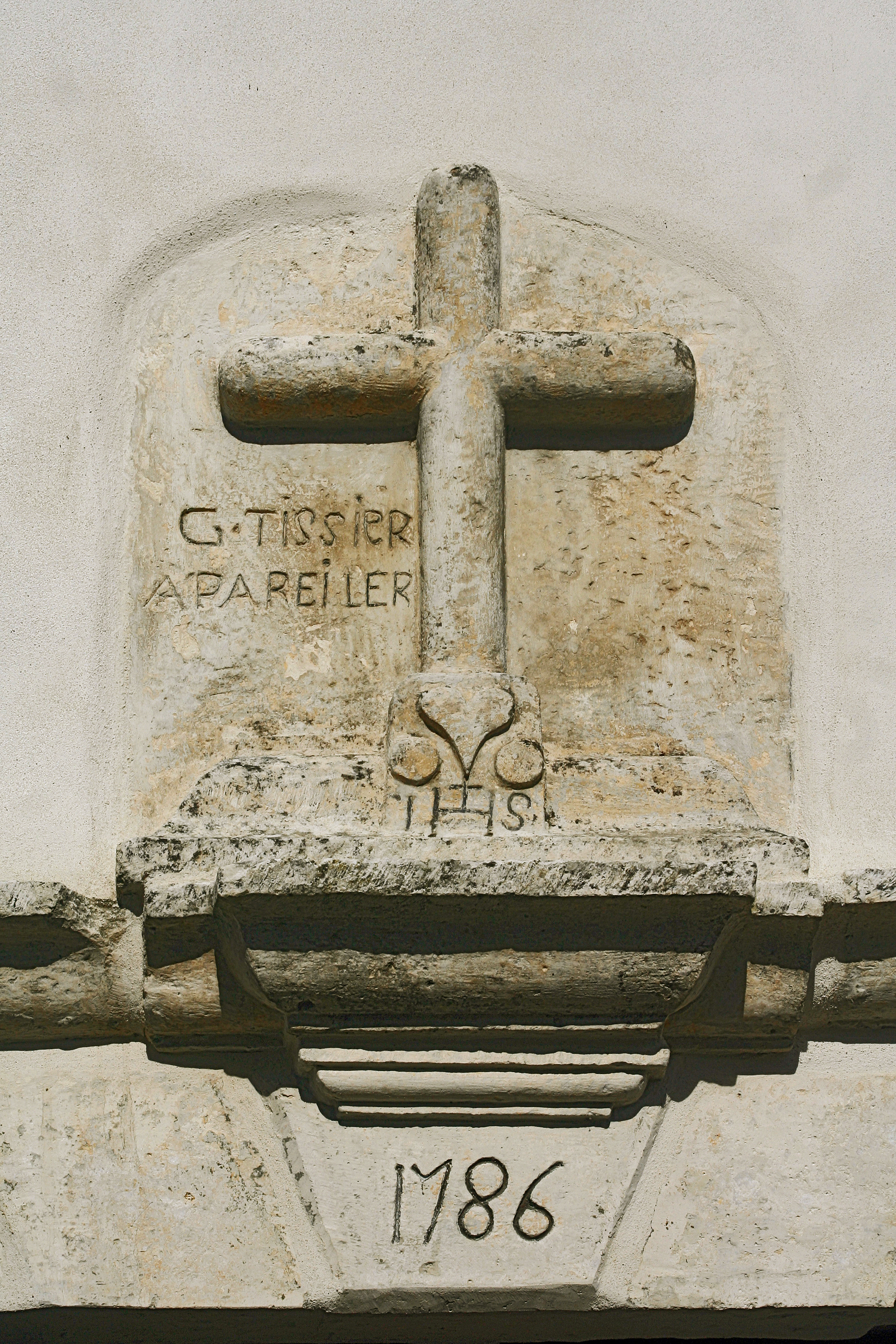
Croix du linteau.
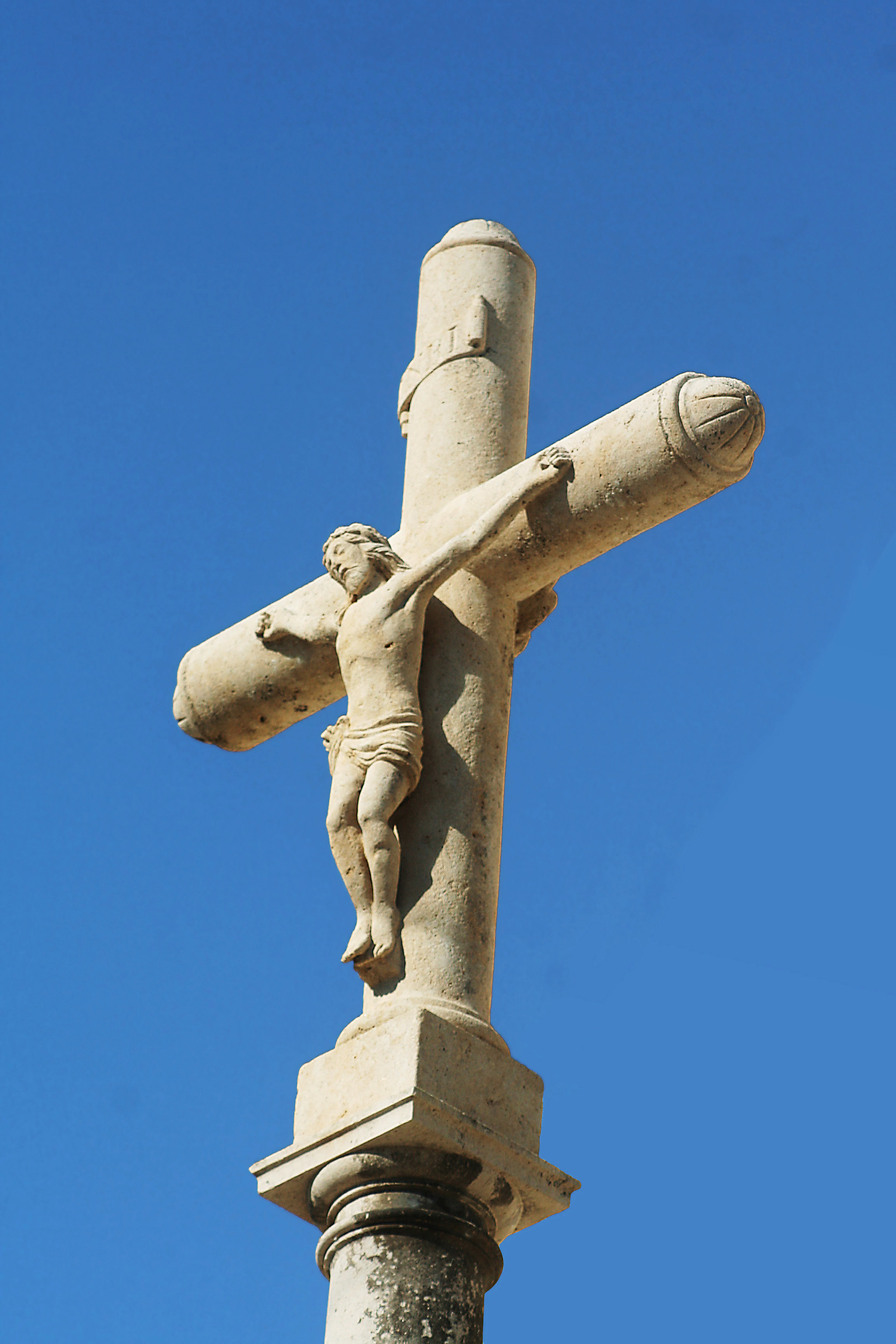
Croix près de la chapelle.
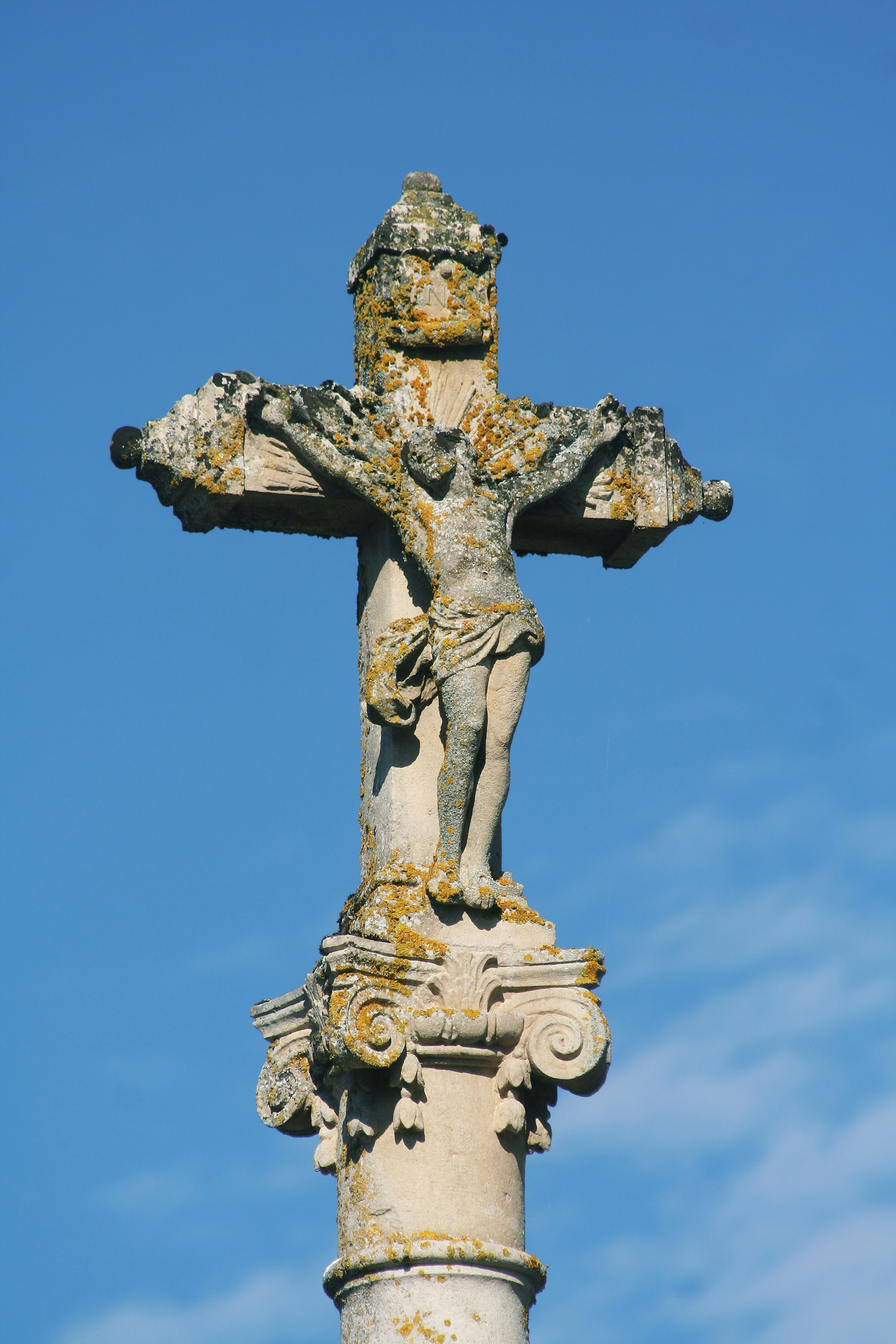
Croix de cimetière...
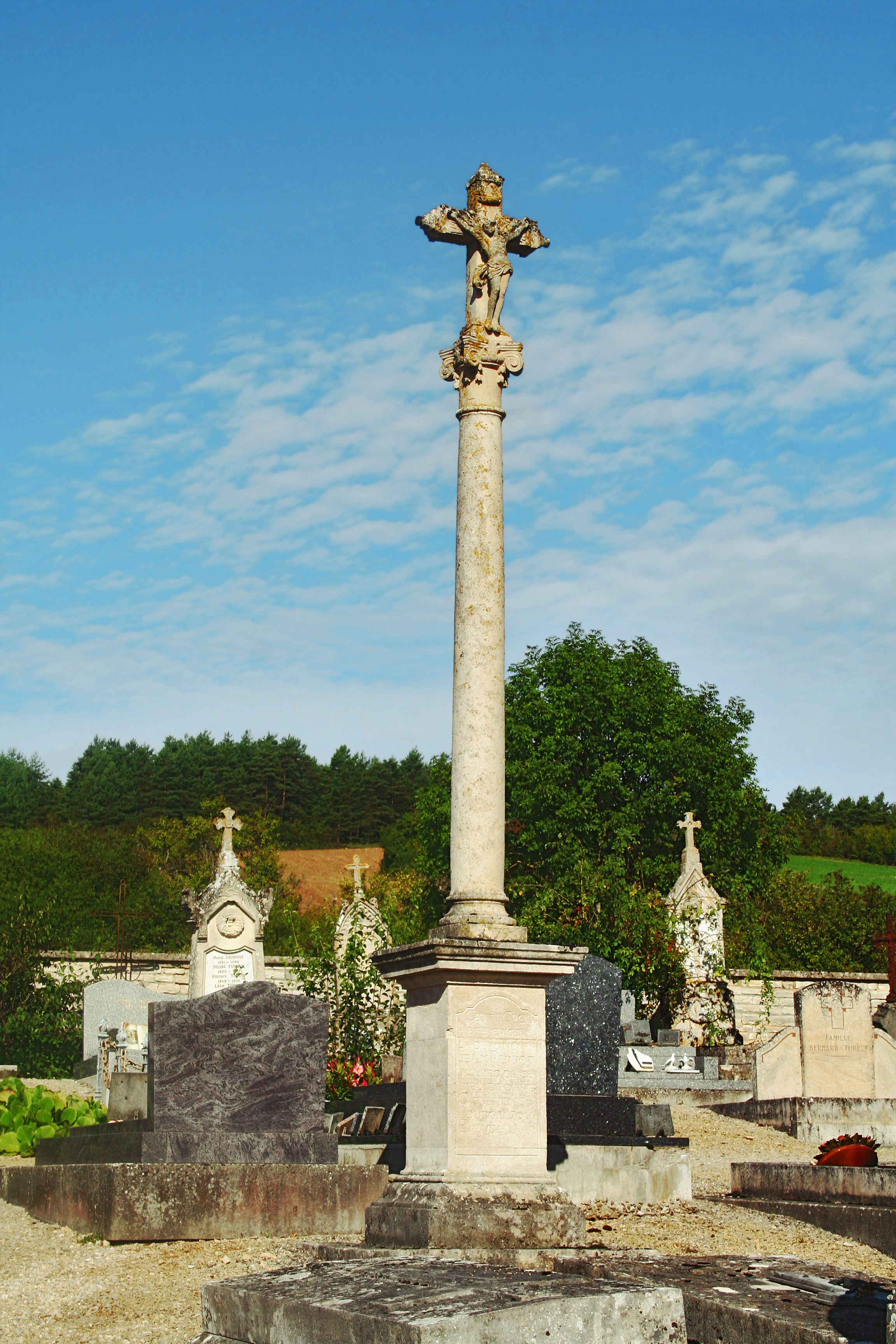
...de 4,30 m de haut.

### Patrimoine civil
- Pont en pierre à cinq arches et quatre piles à becs, situé sur la Seine à l'aval du déversoir séparant le fleuve du bief du moulin. Il a été construit en pierres de taille en 1825 (répertorié à l'I.G.P.C. 1993)[28].

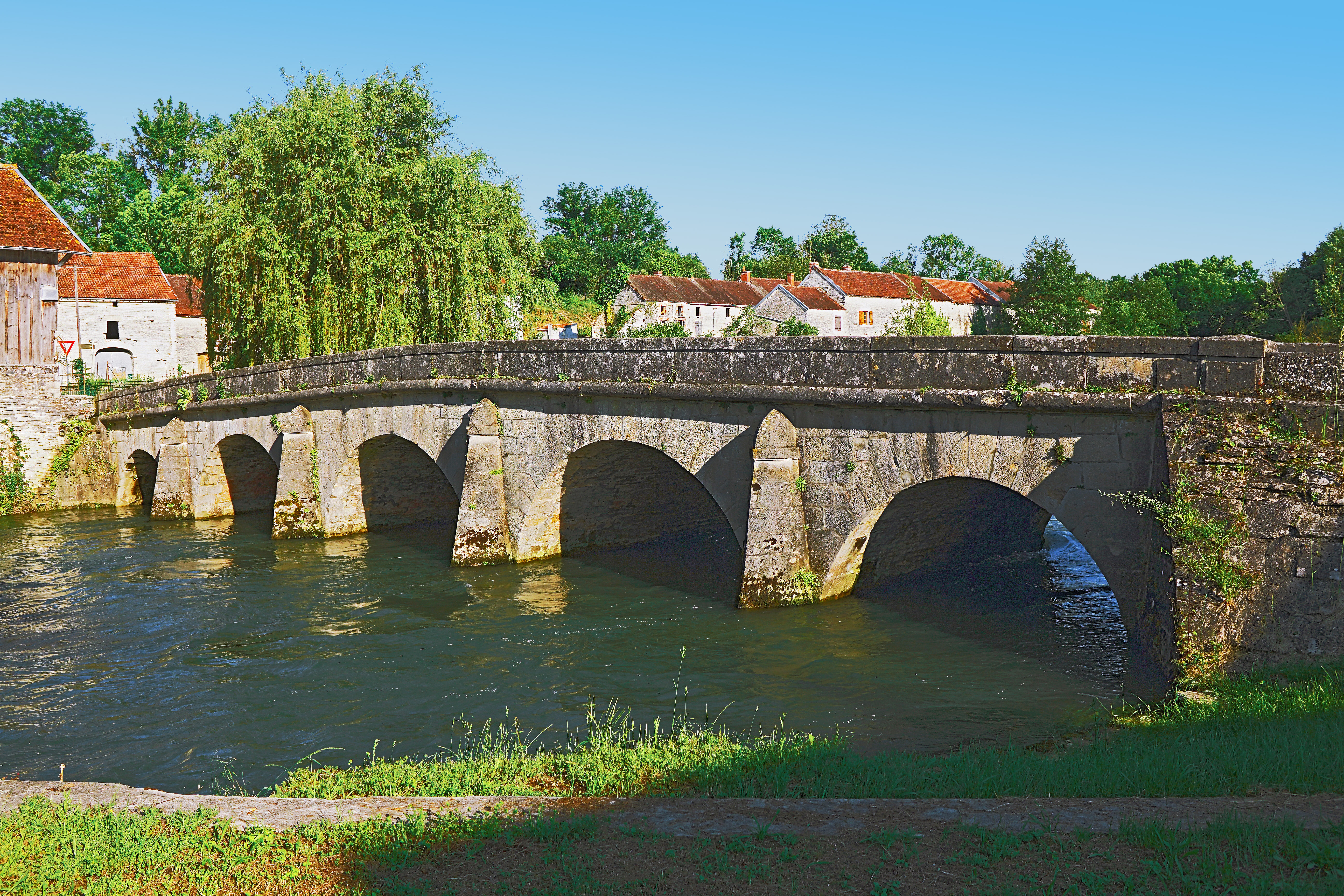
Pont du XIXe s. côté aval.
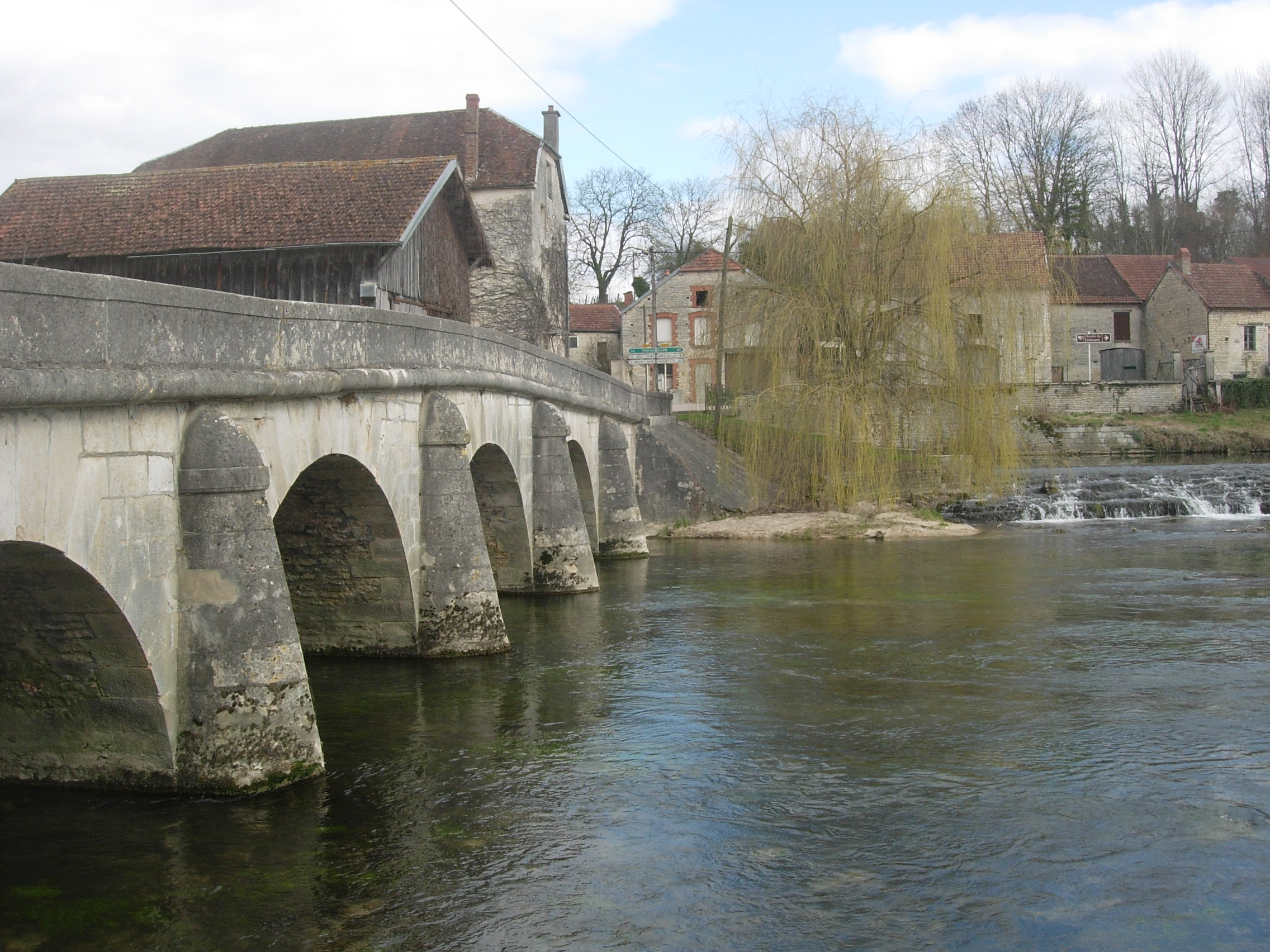
Le pont côté amont en hiver.

- Mairie-école en pierres de taille et moellons fin XIXe siècle inscrite à l'(I.G.P.C. 1993)[29].
- Le lavoir situé Sentier 30 dit des Mérons date de 1889 d'après l'inscription au-dessus de la porte « M. Minet maire 1889 h. Guyot adjoint »[26] (répertorié à l'I.G.P.C. 1993)[30].
- Maisons remarquables, rues du Pont et du Carron[31].
- Micro centrale hydroélectrique sur le bief du moulin, la turbine est visible dans la rue du pont.

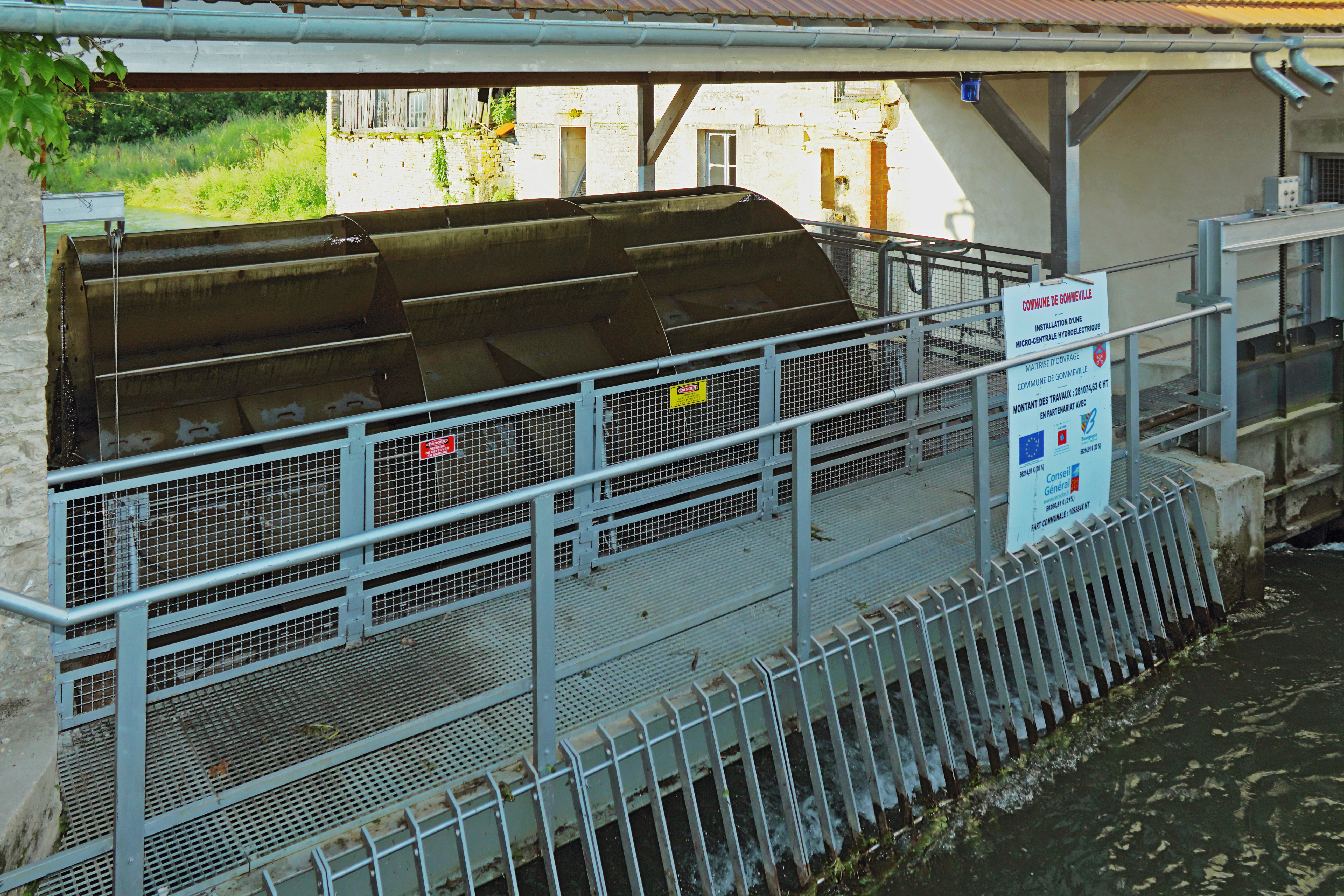
Turbine hydroélectrique
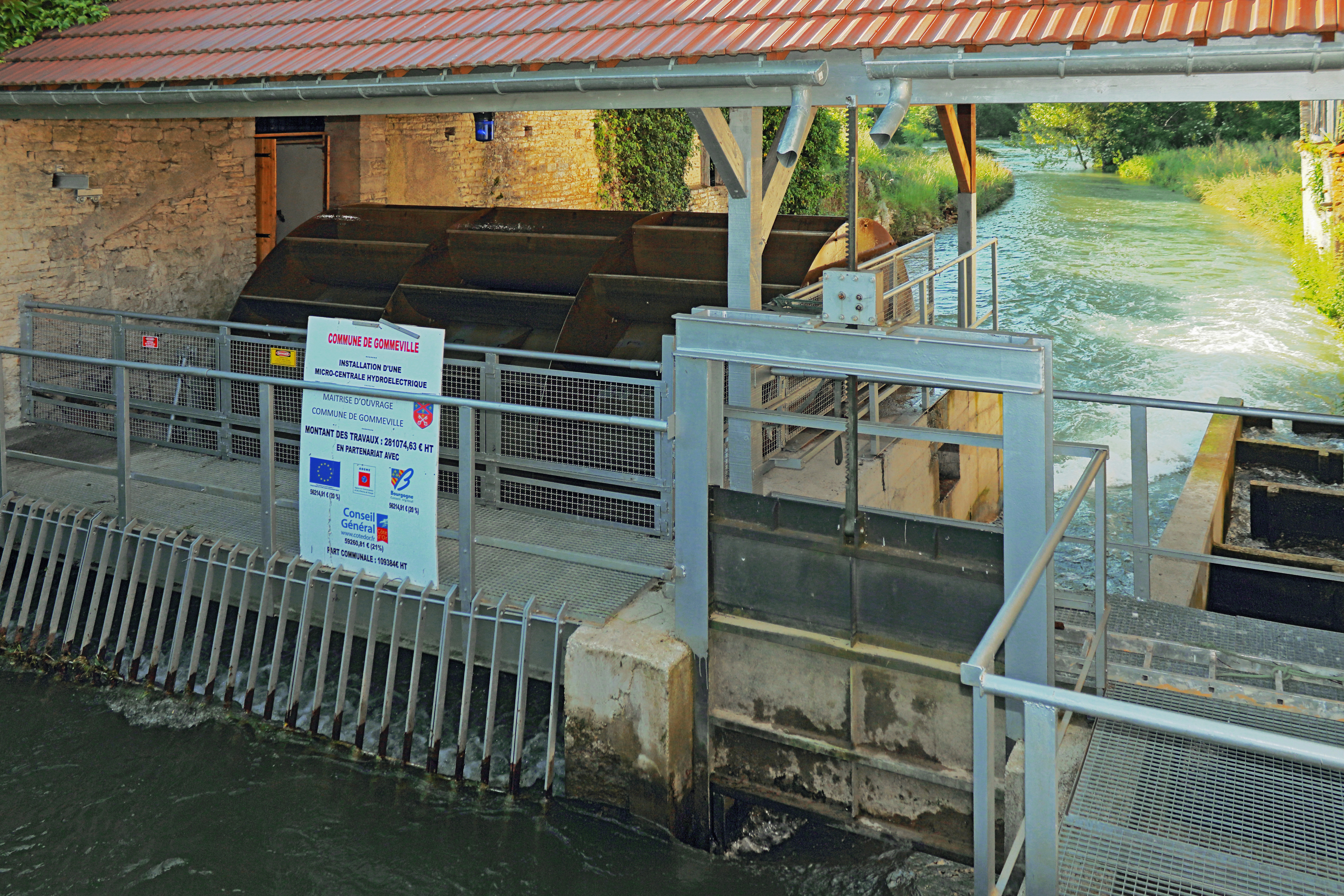
…dans l'ancien moulin.
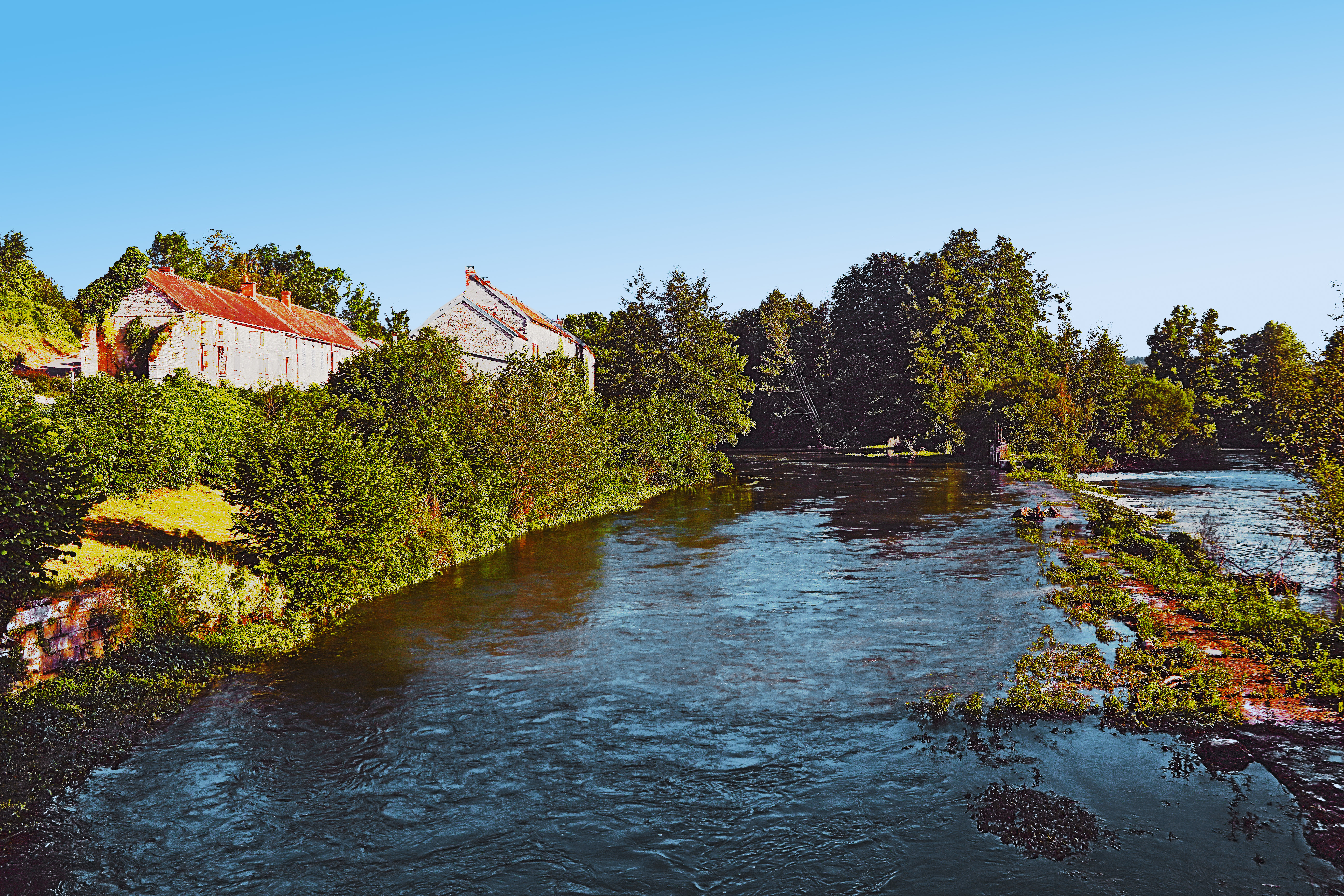
Bief du moulin sur la Seine.

## Politique et administration
| Période                                  | Période  | Identité         | Étiquette | Qualité  |
| ---------------------------------------- | -------- | ---------------- | --------- | -------- |
| mars 1977                                | en cours | Jean-Paul Rommel | PCF       | Retraité |
| Les données manquantes sont à compléter. |          |                  |           |          |

Gomméville appartient :
- à l'arrondissement de Montbard,
- au canton de Châtillon-sur-Seine et
- à la communauté de communes du pays châtillonnais.

## Démographie
L'évolution du nombre d'habitants est connue à travers les recensements de la population effectués dans la commune depuis 1793. Pour les communes de moins de 10 000 habitants, une enquête de recensement portant sur toute la population est réalisée tous les cinq ans, les populations de référence des années intermédiaires étant quant à elles estimées par interpolation ou extrapolation. Pour la commune, le premier recensement exhaustif entrant dans le cadre du nouveau dispositif a été réalisé en 2004.

En 2022, la commune comptait 116 habitants, en évolution de −15,94 % par rapport à 2016 (Côte-d'Or : +0,82 %, France hors Mayotte : +2,11 %).
| 1793 | 1800 | 1806 | 1821 | 1831 | 1836 | 1841 | 1846 | 1851 |
| ---- | ---- | ---- | ---- | ---- | ---- | ---- | ---- | ---- |
| 472  | 521  | 533  | 460  | 450  | 486  | 496  | 484  | 480  |

| 1856 | 1861 | 1866 | 1872 | 1876 | 1881 | 1886 | 1891 | 1896 |
| ---- | ---- | ---- | ---- | ---- | ---- | ---- | ---- | ---- |
| 442  | 434  | 410  | 380  | 362  | 380  | 380  | 328  | 310  |

| 1901 | 1906 | 1911 | 1921 | 1926 | 1931 | 1936 | 1946 | 1954 |
| ---- | ---- | ---- | ---- | ---- | ---- | ---- | ---- | ---- |
| 294  | 280  | 255  | 183  | 180  | 226  | 260  | 204  | 205  |

| 1962 | 1968 | 1975 | 1982 | 1990 | 1999 | 2004 | 2006 | 2009 |
| ---- | ---- | ---- | ---- | ---- | ---- | ---- | ---- | ---- |
| 186  | 198  | 194  | 161  | 142  | 132  | 143  | 141  | 152  |

| 2014 | 2019 | 2022 | - | - | - | - | - | - |
| ---- | ---- | ---- | - | - | - | - | - | - |
| 140  | 124  | 116  | - | - | - | - | - | - |

## Héraldique
| Blason de Gomméville | Blason  | Coupé : au 1er d'azur au sautoir cousu de gueules cantonné de quatre fleurs de lys d'or, au 2e de gueules aux deux clés d'argent passées en sautoir surmontées d'une fleur de lys d'or. |
| Blason de Gomméville | Détails | Le statut officiel du blason reste à déterminer. |

### Articles de Wikipédia
- Liste des communes de la Côte-d'Or